# Lagune La Pera
La lagune La Pera, en Argentine, est un petit lac andin d'origine glaciaire situé sur le territoire de la province de Chubut, dans le département de Futaleufú, en Patagonie. 

## Accès
On y accède en voiture par la route provinciale 71 (non asphaltée) qui passe à l'est et au sud de la lagune Terraplén et qui relie le lac Futalaufquen à la route nationale 259, donc à la ville d'Esquel et à la très touristique nationale 40.
Il reste alors trois à quatre kilomètres d'ascension à pied pour arriver au bord de la lagune.

## Géographie
La lagune La Pera doit son nom de poire à sa forme ovoïde ou piriforme légèrement allongée du nord-ouest au sud-est, et dont l'extrémité sud-est est la plus étroite. Elle se trouve à proximité mais en dehors du territoire du parc national Los Alerces. 

Elle est située à plus ou moins deux kilomètres au nord du rivage septentrional de la lagune Terraplén, à plus ou moins douze kilomètres au sud-est du bras sud-est du lac Futalaufquen, et à quelque 450 mètres au nord-ouest de la lagune La Banana.
Elle est nichée au sein de l'extrémité sud du Cordón Rivadavia qui est orienté nord-sud et domine le lac Futalaufquen qui s'étend plus à l'ouest. 

Située à 1002 mètres d'altitude, la lagune La Pera est alimentée par des petits cours d'eau issus des hauteurs environnantes appartenant au Cordón Rivadavia. 

Son émissaire quitte la lagune au niveau de son extrémité sud-est et après quelques méandres se jette dans l'extrémité ouest de la lagune La Banana. L'émissaire de cette dernière se jetant dans la lagune Terraplén, ses eaux finissent dans le lac Futalaufquen au niveau de son bras sud-est.
La lagune La Pera fait donc partie du bassin versant du río Futaleufú, lequel finit sa course dans l'océan Pacifique.